# Joseph Huber (Romanist)
Joseph Huber (* 20. September 1884 in Rieden bei Bregenz; † 31. Oktober 1960 in Bregenz) war ein österreichischer Romanist und Sprachwissenschaftler.

## Leben und Werk
Huber studierte Romanische Philologie an der Universität Wien und wurde 1907 von Wilhelm Meyer-Lübke promoviert. Er wurde Realschullehrer und habilitierte sich 1919. Ab 1920 war er in Wien als außerordentlicher Professor an der Hochschule für Welthandel und von 1939 bis 1945 zusätzlich als ordentlicher Professor an der Universität tätig.

## Werke
- (Hrsg.) L' évangile de l'enfance en provençal (Ms. bibl. nat. nouv. acq. Fr. 10453). Junge, Erlangen 1907.
- Praktisches Lehrbuch des Portugiesischen mit Berücksichtigung des brasilianischen Sprachgebrauchs. Bangert, Hamburg 1929.
- Katalanische Gramatik. Laut- und Formenlehre, Syntax, Wortbildung. Winter, Heidelberg 1929.
- Altportugiesisches Elementarbuch. Winter, Heidelberg 1933.
  - (portugiesisch) Gramática do português antiguo. Fundação Calouste Gulbenkian, Lissabon 1986, 2006.
- Das neue französische Wechselgesetz. Mit deutschen sprachlichen und sachlichen Erklärungen nebst Vergleichen mit dem österreichischen Wechselgesetze. Krakhofer, Wien 1938.
- Das neue italienische Wechselgesetz. Mit deutschen sprachlichen und sachlichen Erklärungen nebst Vergleichen mit dem österreichischen und deutschen Wechselgesetze. Gerold, Wien 1938.